# Vieni da me (programma televisivo)
Vieni da me è stato un programma televisivo italiano di genere talk show e rotocalco, andato in onda su Rai 1 dal 10 settembre 2018 al 29 maggio 2020, con la conduzione di Caterina Balivo. Il programma ha avuto due edizioni e veniva trasmesso in diretta dal lunedì al venerdì dallo studio 3 degli studi televisivi Fabrizio Frizzi di Roma.

## Il programma

### Prima edizione (2018-2019)
La prima edizione di Vieni con me era andata in onda dal 10 settembre 2018 al 14 giugno 2019, con la conduzione di Caterina Balivo.
Il programma, dichiaratamente ispirato a The Ellen DeGeneres Show, da cui riprende il logo e la scenografia, va in onda dal lunedì al venerdì dalle ore 14:00 alle 15:40. Durante ogni puntata Caterina Balivo intervista personaggi famosi e persone comuni, che si raccontano o che danno prova delle loro abilità. Il tutto culmina in un giudizio da parte del pubblico o in una sorpresa. Anche le persone a casa sono parte integrante del programma perché possono partecipare ad un gioco telefonico, intitolato A casa di?, o intervenire tramite i social.
Il parterre accoglie diversi ospiti ricorrenti che si alternano nel corso delle varie puntate:
- l'ambasciatrice del pubblico (Rossella Erra)
- l'astrologo Simon & The Stars (Simone Morandi)
- l'esperto del web (Lorenzo Farina)
- il paparazzo (Maurizio Sorge)
- la wag Rachele Di Fiore, moglie di Vincenzo Montella
- il cantante Filippo Merola
- il "campioncino" de L'eredità Diego Fanzaga
- l'imitatrice Francesca Manzini
- Rosanna Cancellieri, che si occupa di una rubrica di notizie
- Pippo Pelo, opinionista generico ma soprattutto opinionista quando si trattano temi di musica in genere.
- Jonathan Kashanian, che si occupa di una rubrica di cadute di stile

Ogni intervista viene affrontata in modo diverso attraverso i vari segmenti presenti nel programma, tra cui:
- La cassettiera: nel quale la conduttrice apre i cassetti di una cassettiera (modificata nella seconda stagione) che ha al suo interno degli oggetti della vita del VIP intervistato. L'intervista è posta sempre all'inizio della puntata, se presente.
- Domande scottanti: nel quale una coppia risponde a domande riguardanti la loro coppia (che può essere fra amici, fidanzati, moglie e marito o genitori e figli).
- Domande al buio: nel quale è il led a fare le domande ad un VIP
- Chi preferisci?: nel quale il VIP intervistato fa un "torneo" fra persone e personaggi che fanno parte o che hanno fatto parte della sua vita.
- Volevo dirti: che pone dinanzi al VIP intervistato vari messaggi vocali mandati da persone che fanno parte della vita del VIP. Questa rubrica non è mai stata fatta nella seconda stagione del programma.
- Intervista con emoticon: che fa scegliere alla persona intervistata delle emoticon, da assegnare a personaggi scelti, e che hanno a che fare con la persona intervistata.
- Una canzone per te: che fa ascoltare le canzoni che hanno caratterizzato la vita dei personaggi intervistati, scelti da loro.
- Hai detto di loro: che mette alla prova i personaggi, che devono riconoscere il personaggio a cui hanno detto parole, che possono essere critiche, ma possono anche essere amici.
- La cloche: che pone davanti ai personaggi due cloche, una per ciascuno, nelle quali ci sono delle frasi per loro. Questa rubrica non è mai stata fatta nella seconda stagione del programma.
- Big fan: che è una sfida fra il parente di un VIP e un Fan, che si sfidano sulla conoscenza del VIP in questione.

È inoltre presente il gioco a premi A casa di? in cui il pubblico da casa deve indovinare a quale personaggio famoso appartiene l'appartamento mostrato attraverso delle clip. Ad ogni tentativo fallito, il montepremi si alza di 100 €.

### Seconda edizione (2019-2020)
La seconda edizione di Vieni con me era andata in onda dal 9 settembre 2019 al 29 maggio 2020, con la conduzione di Caterina Balivo.
Durante le prime settimane la trasmissione si è allungata di 20 minuti, andando in onda dalle 14:00 alle 16:00 in attesa della partenza della nuova stagione de Il paradiso delle signore. Tra le novità, oltre uno studio rinnovato, l'arrivo alla regia di David Marcotulli e la presenza del professore di moda Stefano Dominella, del critico d'arte Daniele Radini Tedeschi, del campione olimpionico di tuffi Tommaso Rinaldi, del mentalista Luca Volpe e dell'illusionista Maxìm (Massimiliano Cardone)
A partire dal 5 marzo 2020 il programma, rispettando le procedure governative a causa dell'emergenza sanitaria COVID-19, va in onda senza pubblico in studio. Dal 16 viene sospeso pro tempore e sostituito da La vita in diretta #iorestoacasa.
Il programma della Balivo riprende dal 4 maggio con la presenza di Marco Baldini e della psicoterapeuta Marinella Cozzolino. Inoltre, il nome del gioco telefonico "A casa di..." viene cambiato in "A casa di... CHARITY", in quanto il montepremi è devoluto all'ONLUS dell'ospedale pediatrico "Vittore Buzzi" di Milano.
Dallo stesso giorno il programma è suddiviso in prima e seconda parte, intervallate da una breve finestra informativa di Rai News 24. Il 29 va in onda l'ultima puntata del programma, nel quale la conduttrice annuncia di abbandonarlo per dedicarsi ad altri progetti professionali e personali, sancendo la chiusura definitiva della trasmissione e venendo sostituito (dalla stagione successiva) da Oggi è un altro giorno di Serena Bortone. Tuttavia la Balivo ritornerà in quella fascia oraria tre anni dopo con La volta buona evoluzione di Vieni da me.
Oltre ai segmenti già esistenti nell'edizione precedente, ne vengono ideati di nuovi, tra cui:
- La lavatrice - Panni sporchi lavati in tv: che racconta la vita di un personaggio tramite dei panni e degli indumenti che ricordano eventi speciali della vita, che il VIP può decidere se lavare o tenere. Il nome è ispirato al detto "I panni sporchi si lavano in famiglia".
- Nel cellulare di...: che entra nel cellulare del VIP di una persona.
- Dolcetto o scherzetto?: che fa alzare dei dolci a gruppi di ospiti, che in base a quello che trovano (dolcetto o scherzetto) riceveranno un "dolcetto" o uno "scherzetto".
- On the road: è un'intervista che si svolge completamente in una macchina rossa.
- Quanti ne riconosci?
- A domanda rispondi - con la psicoterapeuta Marinella Cozzolino: ideata in seguito al ritorno del programma del 4 maggio. I VIP rispondono a delle domande su esperienze, amori o carattere, e le loro risposte vengono analizzate dalla psicoterapeuta Marinella Cozzolino.
- La capsula del tempo: ideata in seguito al ritorno del programma dal 4 maggio, è basato su ciò che ci vogliamo portare con noi dopo la quarantena, da rivedere dopo 10/15 anni, per ricordarci il lockdown causato dall'emergenza sanitaria.
- Album di famiglia: che tramite prima parole, e poi foto, ripercorre la vita di una persona, passando anche per i momenti bui.

## Edizioni
| Edizione | Anno      | Conduzione      | Periodo           | Periodo        | Puntate | Regia            | Studio                                                |
| Edizione | Anno      | Conduzione      | Inizio            | Fine           | Puntate | Regia            | Studio                                                |
| -------- | --------- | --------------- | ----------------- | -------------- | ------- | ---------------- | ----------------------------------------------------- |
| 1ª       | 2018-2019 | Caterina Balivo | 10 settembre 2018 | 14 giugno 2019 | 199     | Sabrina Busiello | Studio 3 degli studi televisivi Fabrizio Frizzi, Roma |
| 2ª       | 2019-2020 | Caterina Balivo | 9 settembre 2019  | 29 maggio 2020 | 151     | David Marcotulli | Studio 3 degli studi televisivi Fabrizio Frizzi, Roma |

## Speciale Festival di Sanremo
Nei primi giorni del mese di febbraio, in occasione del Festival di Sanremo, la trasmissione si è occupata quasi completamente sulla kermesse. Durante la sessantanovesima e la settantesima edizione del Festival, il programma ha introdotto un talk vero e proprio dedicato sia nei giorni precedenti alla manifestazione sia nel corso della stessa. L'inviato in quest'occasione è Francesco Facchinetti, che annuncia novità delle serate del Festival, e che intervista i cantanti che passano per il red Carpet del festival.
Nella seconda edizione di Vieni da me, lo speciale è stato prolungato anche alla settimana successiva per parlare riguardo agli avvenimenti della quarta serata della kermesse costati la squalifica per defezione a Bugo e Morgan.

## Audience
| Edizione | Rete televisiva | Anno      | Stagione         | Orario      | Programmazione | Programmazione | Programmazione | Programmazione | Programmazione | Programmazione | Programmazione | Collocazione | Telespettatori | Share  |
| Edizione | Rete televisiva | Anno      | Stagione         | Orario      | L              | M              | M              | G              | V              | S              | D              | Collocazione | Telespettatori | Share  |
| -------- | --------------- | --------- | ---------------- | ----------- | -------------- | -------------- | -------------- | -------------- | -------------- | -------------- | -------------- | ------------ | -------------- | ------ |
| 1ª       | Rai 1           | 2018-2019 | estate-primavera | 14:00-15:25 |                |                |                |                |                |                |                | Day-time     | 1 706 000      | 12,28% |
| 1ª       | Rai 1           | 2018-2019 | estate-primavera | 14:00-15:30 |                |                |                |                |                |                |                | Day-time     | 1 706 000      | 12,28% |
| 1ª       | Rai 1           | 2018-2019 | estate-primavera | 14:00-15:40 |                |                |                |                |                |                |                | Day-time     | 1 706 000      | 12,28% |
| 2ª       | Rai 1           | 2019-2020 | estate-primavera | 14:00-16:00 | 1 794 000      | 12,63%         |                |                |                |                |                | Day-time     |                |        |
| 2ª       | Rai 1           | 2019-2020 | estate-primavera | 14:00-15:40 | 1 794 000      | 12,63%         |                |                |                |                |                | Day-time     |                |        |

## Sigla
Per entrambe le edizioni del programma, la sigla era una versione riarrangiata di Pensami così de Le Vibrazioni.

## Controversie
Durante la puntata del 6 maggio 2020, il cantautore Giuseppe Povia, ospite della trasmissione, ha detto la frase: Amo fare le pulizie, sono un gay mancato, scatenando polemiche. La Balivo e i vertici RAI hanno preso le distanze da questa affermazione, escludendo la possibilità di invitare Povia in futuro in una trasmissione della RAI.

## Curiosità
È stato uno degli ultimi programmi prodotti dalla società Magnolia che in seguito è confluita in Banijay Italia.